# Richard Noel Richards
Richard Noel Richards (Key West, Florida, 1946. augusztus 24.–) amerikai űrhajós, haditengerészeti kapitány.

## Életpálya
1969-ben az University of (Missouri) keretében vegyészmérnöki oklevelet szerzett. 1970-ben az University of West Florida keretében repüléstechnikai rendszerekből vizsgázott. 1970-ben kapott repülőgép vezető jogosítványt. Szolgálati repülőgépei az A–4 Skyhawk és az F–4 Phantom II voltak. 1976-ig az USS America (CV–66) és az USS Saratoga (CV-60) fedélzetein az észak-atlanti és a mediterrán térségben teljesített szolgálatot. 1976-ban tesztpilóta képzést kapott, az A–7 és az F–4 repülőgépek változatait tesztelte, legfőképpen az automata leszálló berendezések alkalmazásánál. 1979-ben az USS America fedélzetére szerelt új típusú katapult berendezés tesztelésében is aktívan részt vett.
1980. május 19-től a Lyndon B. Johnson Űrközpontban részesült űrhajóskiképzésben. Kiképzett űrhajósként tagja volt az STS–75 és  STS–82 támogató (tanácsadó, problémamegoldó) csapatának. Négy űrszolgálata alatt összesen 33 napot, 21 órát, 29 percet és 15 másodpercet (813 óra) töltött a világűrben. Űrhajós pályafutását 1995 áprilisában fejezte be. A Space Shuttle Program Iroda vezetője lett. 1998-2007 között a Boeing Company, Huntington Beach (Kalifornia) alkalmazásában az újrahasznosítható űreszközök fejlesztésével foglalkozott.

## Űrrepülések
- STS–28, a Columbia űrrepülőgép 8. repülésének pilótája. Az Amerikai Védelmi Minisztérium megbízásából indított negyedik Space Shuttle repülés. Egyéb, meghatározott kutatási, kísérleti programot hajtottak végre. Első űrszolgálata alatt összesen 5 napot, 1 órát, 00 percet és 8 másodpercet töltött a világűrben. 3 400 000 kilométert (2 100 000 mérföldet) repült, 81 alkalommal kerülte meg a Földet.
- STS–41, a Discovery űrrepülőgép 11. repülésének parancsnoka. A legénység sikeresen útnak indította a Ulysses űrszondát. Második űrszolgálata alatt összesen 4 napot, 2 órát és 10 percet (98 óra) töltött a világűrben. 2 747 866 kilométert (1 707 445 mérföldet) repült, 66 alkalommal kerülte meg a Földet.
- STS–50, a Columbia űrrepülőgép 12., az űrrepülőgépek leghosszabb repülésének parancsnoka. Legfőbb feladat a 8. Spacelab küldetés során az USML–1 laboratórium Föld körüli pályára állítása és benne 31 mikrogravitációs kísérlet elvégzése volt. Harmadik űrszolgálata alatt összesen 13 napot, 19 órát és 30 percet (331 óra) töltött a világűrben. 9 200 000 kilométert (5 700 000 mérföldet) repült, 221 alkalommal kerülte meg a Földet.
- STS–64, a Discovery űrrepülőgép 19. repülésének parancsnoka. Negyedik űrszolgálata alatt összesen 10 napot, 22 órát és 49 percet (263 óra) töltött a világűrben. 7 242 048 kilométert (4 500 000 mérföldet) repült, 176 alkalommal kerülte meg a Földet.